# Willie Francis
Willie Francis (St. Martinville, 12 gennaio 1929 – St. Martinville, 9 maggio 1947) è stato un criminale statunitense, noto per essere stato il primo condannato a morte che sopravvisse alla pena di esecuzione capitale a mezzo della sedia elettrica.

## Biografia
Willie nel dicembre 1944, all'età di quindici anni, uccise Andrew Thomas, un farmacista di St. Martinville in Louisiana, presso il quale aveva lavorato. Per nove mesi non si riuscì a trovare il colpevole, fino all'agosto 1945, quando Francis venne incarcerato in Texas per un diverso reato. La polizia dichiarò di avergli trovato in tasca il portafogli di Andrew Thomas, seppur non vennero mai portate prove riguardo a questa affermazione nel corso del processo.
Francis inizialmente fece il nome di diverse altre persone in connessione all'omicidio ma la polizia respinse queste affermazioni. Poco tempo dopo, Francis, sotto interrogatorio, confessò l'omicidio di Thomas scrivendo: "È stato un segreto fra me e lui." Il vero significato della sua affermazione è ancora incerto, ma l'autore Gilbert King, nel suo libro The Execution of Willie Francis, allude alle voci correnti a St. Martinville, di abusi sessuali da parte del farmacista. Francis poi indicò alla polizia dove aveva gettato la fondina usata per trasportare l'arma del delitto. La pistola usata per uccidere Thomas venne trovata nei pressi della scena del crimine e apparteneva a August Fuselier, un vice sceriffo di St. Martinville, che in precedenza aveva minacciato di uccidere Thomas. L'arma, così come le pallottole recuperate sulla scena del crimine e il cadavere di Thomas, scomparve prima del processo.
Nonostante le due confessioni scritte, Francis si dichiarò non colpevole portando molti difensori di Francis a sospettare che egli fosse innocente e sia stato costretto sotto minaccia a riportare una falsa confessione. Durante il processo di Willie Francis, gli avvocati della difesa, nominati dal tribunale, non posero obiezioni e non chiamarono a testimoniare alcuna persona. La validità delle confessioni non fu discussa dalla difesa. Appena due giorni dopo l'inizio del processo, Willie Francis fu ritenuto colpevole di omicidio e condannato a morte da dodici giurati e dal giudice.

## Esecuzione, appello e seconda esecuzione
Il 3 maggio 1946 la sedia elettrica non riuscì ad uccidere Willie Francis. Alcuni testimoni riferirono di aver udito le grida del ragazzo, da sotto il cappuccio di cuoio: "Stacca la corrente! Stacca la corrente! Lasciami respirare!" diceva nel momento in cui veniva aumentato il voltaggio della tensione elettrica, sopravvivendo a ben 3 scariche. Si scoprì poi che la sedia elettrica portatile conosciuta come "Gruesome Gertie" era stata male impostata da una guardia carceraria tossicodipendente detenuta presso lo State Penitentiary Louisiana ad Angola. Lo sceriffo, E.L. Resweber, in seguito disse: "Questo ragazzo ha davvero subito uno shock quando hanno dato corrente a quella macchina".
Dopo il fatto, un giovane avvocato, Bertrand DeBlanc, che era stato uno dei migliori amici della vittima, si prese a cuore il caso di Francis, destando grande sgomento nella cittadina Cajun. Fece appello alla Corte Suprema (1947), citando diverse violazioni del V, VIII e XIV emendamento della Costituzione degli Stati Uniti d'America. Questi contemplavano garanzie sull'eguale tutela e contro la punizione crudele e inusuale.
Il voto preliminare fu in favore di Francis. Un cancelliere, sbagliando, informò i legali di Francis che avevano vinto l'appello. In realtà la corte si dichiarò per la colpevolezza con una decisione dibattuta di 5-4 e l'appello venne respinto. I dissenzienti chiesero quante esecuzioni tentate erano necessarie prima che la punizione diventasse crudele e inusuale. 
La seconda esecuzione, compiuta poco dopo la mezzanotte del 9 maggio 1947, causò la morte di Francis alla prima scarica.

## Documentario
Willie Francis fu il soggetto di un documentario del 2006 intitolato Willie Francis Must Die Again, scritto e diretto dal regista Allan Durand. Il film, per mezzo dell'interpretazione di Danny Glover, narrava la storia del farmacista di St. Martinville, Louisiana, di nome Andrew Thomas, l'arresto del sedicenne Willie Francis, e le vicende giudiziarie che ne seguirono.

### Film
Nel 2009, Willie Francis Must Die Again divenne anche un film. Allan Durand, che aveva realizzato l'omonimo cortometraggio del 2006, scrisse una prima bozza della sceneggiatura. Il France-America Film Group, comprodusse il film con due società di produzione rimaste sconosciute.